# Rue de Valois
La rue de Valois est une voie du 1er arrondissement de Paris, en France.

## Situation et accès
Longue de 377 m, elle débute au 202, rue Saint-Honoré et se termine au 1, rue de Beaujolais. Orientée nord-sud, elle est en sens unique.
La station de métro la plus proche est la station Palais-Royal - Musée du Louvre, où circulent les trains des lignes 1 et 7.

## Origine du nom

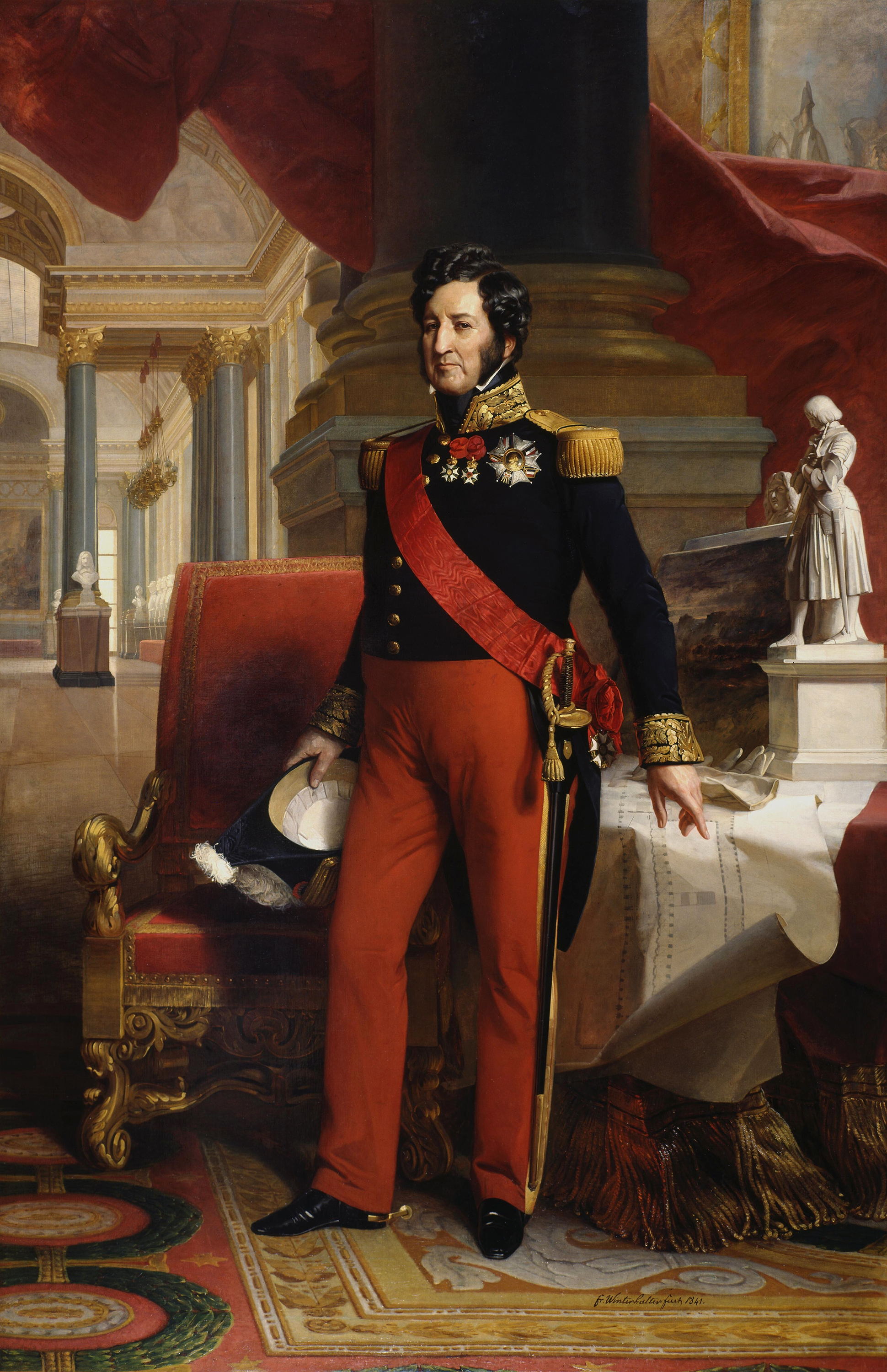
Louis-Philippe Ier, dernier roi des Français.

Elle porte le nom de Louis-Philippe Ier, duc de Valois, fils du duc d'Orléans, né en 1773.

## Historique
Afin d'éponger ses dettes, Louis Philippe d'Orléans, propriétaire du Palais-Royal, décide de lotir le pourtour des jardins du palais. La rue est ouverte en 1784 sous le nom de « passage de Valois ». Du 2 thermidor an VI (20 juillet 1798) au 27 avril 1814, elle est nommée « rue du Lycée ». Elle est alors dénommée « rue de Valois-Palais-Royal » pour la distinguer de la rue de Valois-Saint-Honoré (disparue dans les années 1850) et de la rue de Valois-du-Roule (réunie à la rue de Monceau en 1868).
Durant les Trois Glorieuses, la voie est le théâtre d'affrontement entre les insurgés et la troupe.
Sous la Deuxième République, elle est renommée « rue du Vingt-Quatre-Février », date de l'abdication de Louis-Philippe et de la proclamation provisoire de la République.

## Bâtiments remarquables et lieux de mémoire
- No 3 : le ministère de la Culture ayant son siège au no 3 de cette rue, le terme « rue de Valois » est souvent employé par les médias français pour désigner, par métonymie, le ministère.
  - La place de Valois est à proximité.
- No 3 et 5 : emplacement de la rue des Quinze-Vingts disparue lors de la réunion des palais du Louvre et des Tuileries et de la création de la rue de Rivoli.
- No 4 : le Grand Hôtel du Palais-Royal. C'est un hôtel qui obtient sa 5e étoile courant juillet 2013. L'hôtel était également le lieu de deux hôtes célèbres, à savoir Brillat-Savarin ainsi que le compositeur Lully.
- No 8 : Le Bœuf à la mode fit suite au restaurant Méot, installé à cette adresse en 1796. Ce nom de « bœuf à la mode » lui venait de son enseigne et de la statuette placée à l'intérieur du restaurant, dont la tenue changeait en suivant la mode de l'époque. Propriété de Tissot sous le Directoire, il fut également propriété de Prosper Montagné. Ce fut dans cet établissement que, pour la première fois, le menu à la carte a été proposé. Colette avait l’habitude de le fréquenter[2].Ce restaurant ferma en 1936. Les locaux existent toujours ainsi que l'enseigne du bœuf habillé à la mode du temps jadis[3].
- No 9 : jusqu'en 1933, le Parti radical siégea à cette adresse[4].
- No 25 : premier siège de l'Union féminine civique et sociale.
- No 48 : construit par François Guiraud de Talairac en 1781, cet immeuble était en son temps le plus haut de Paris avec huit étages sous combles. Il fut construit en l'absence de réglementation sur la hauteur des immeubles peu avant la déclaration royale du 10 avril 1783 et les lettres patentes du 28 août 1784 qui la limite à 17,55 m (neuf toises) sur les rues de largeur supérieure à supérieure à 9,75 m (cinq toises). Le passage qui le traversait est devenu privé. Il donnait sur la rue Radziwill, en impasse, mais qui en ce temps-là était le commencement de la rue Neuve-des-Bons-Enfants[5].
- En 2020, lors de travaux menés rue de Valois sous le bâtiment de la Banque de France, des vestiges de l'enceinte de Charles V sont exhumés. Une exposition extérieure temporaire est alors organisée par l'INRAP, à l'intersection de la rue des Petits-Champs et de la rue Radziwill[6].

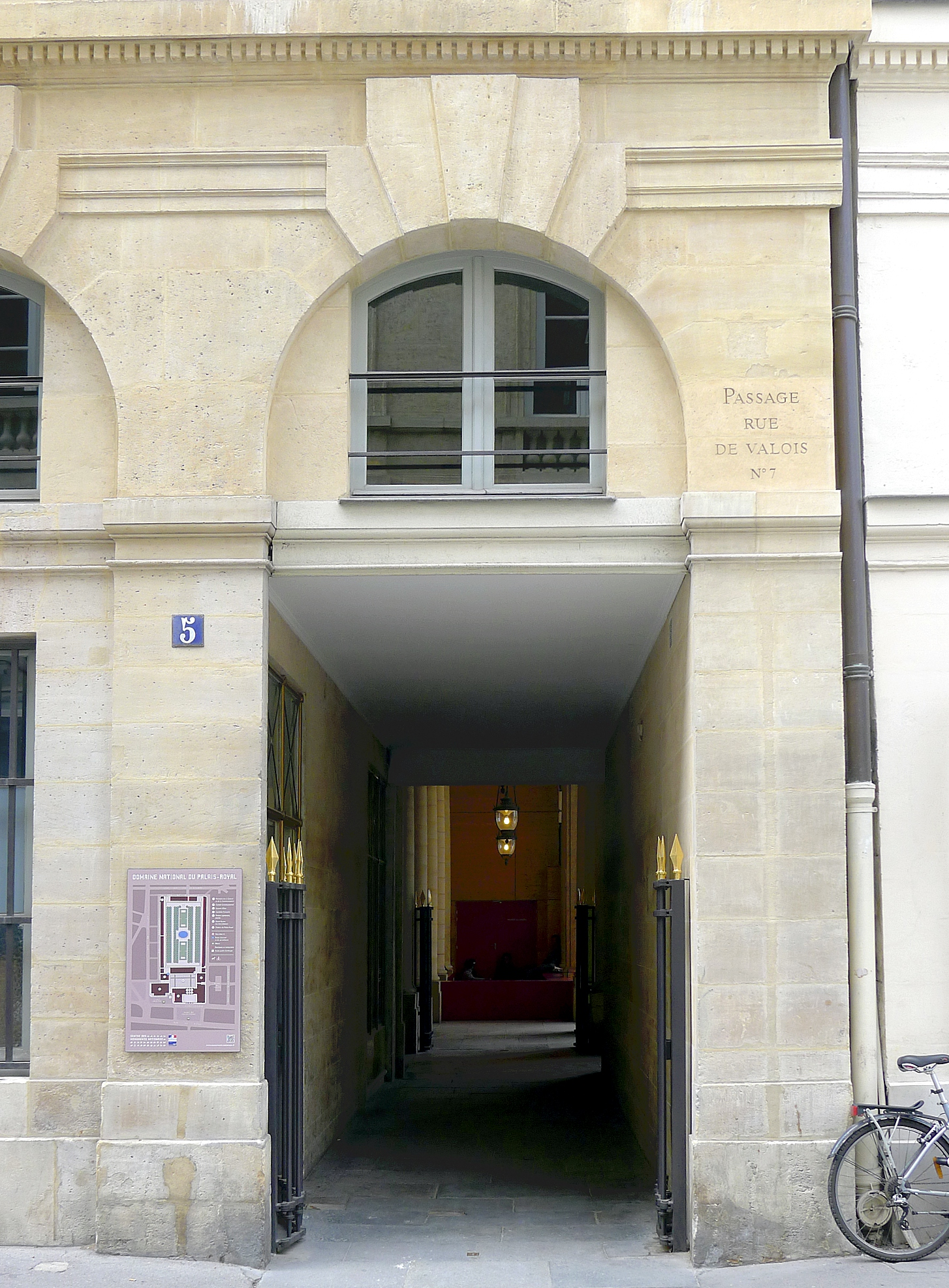
Nos 5-7, le passage de Valois.
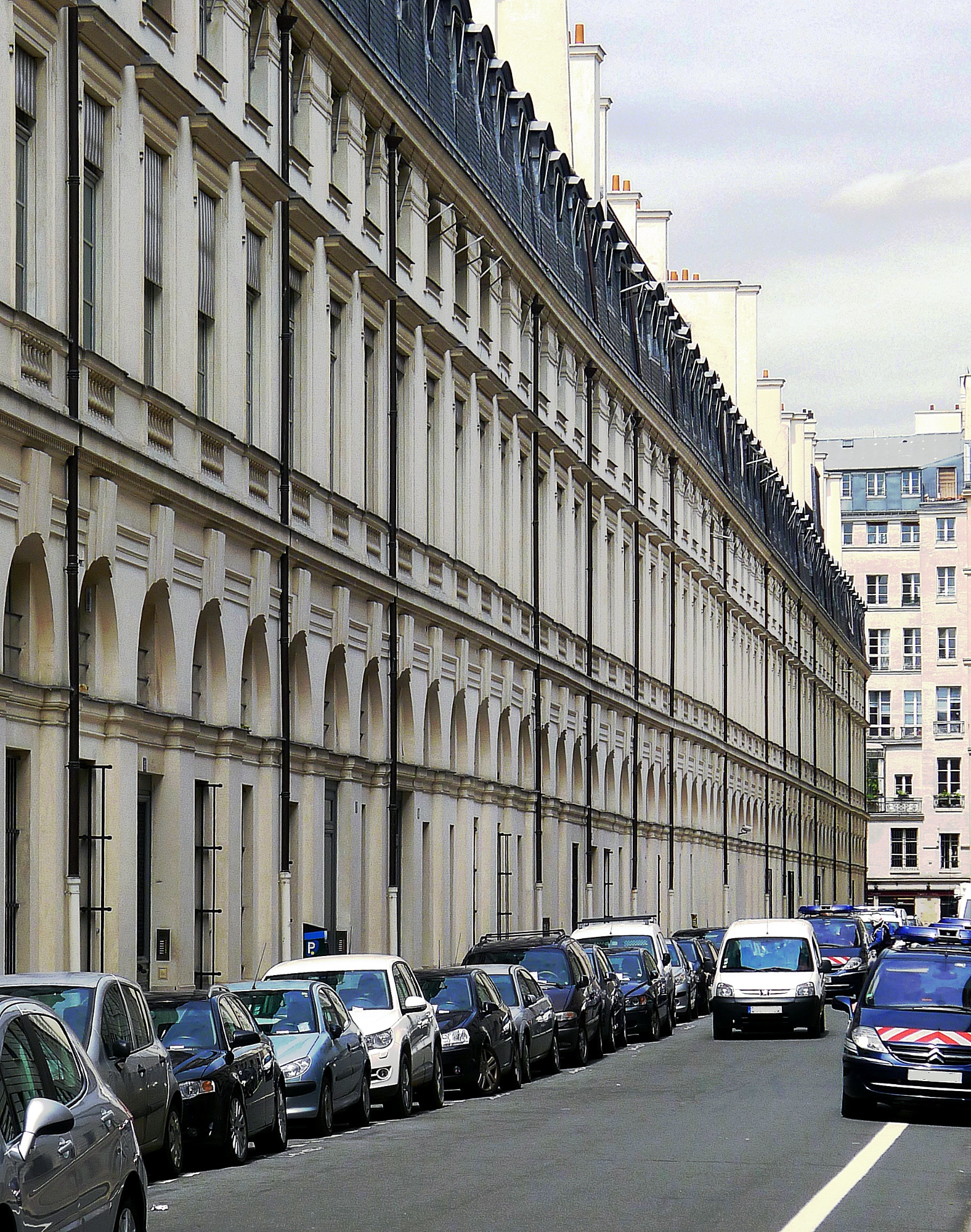
Vue de la rue de Valois.
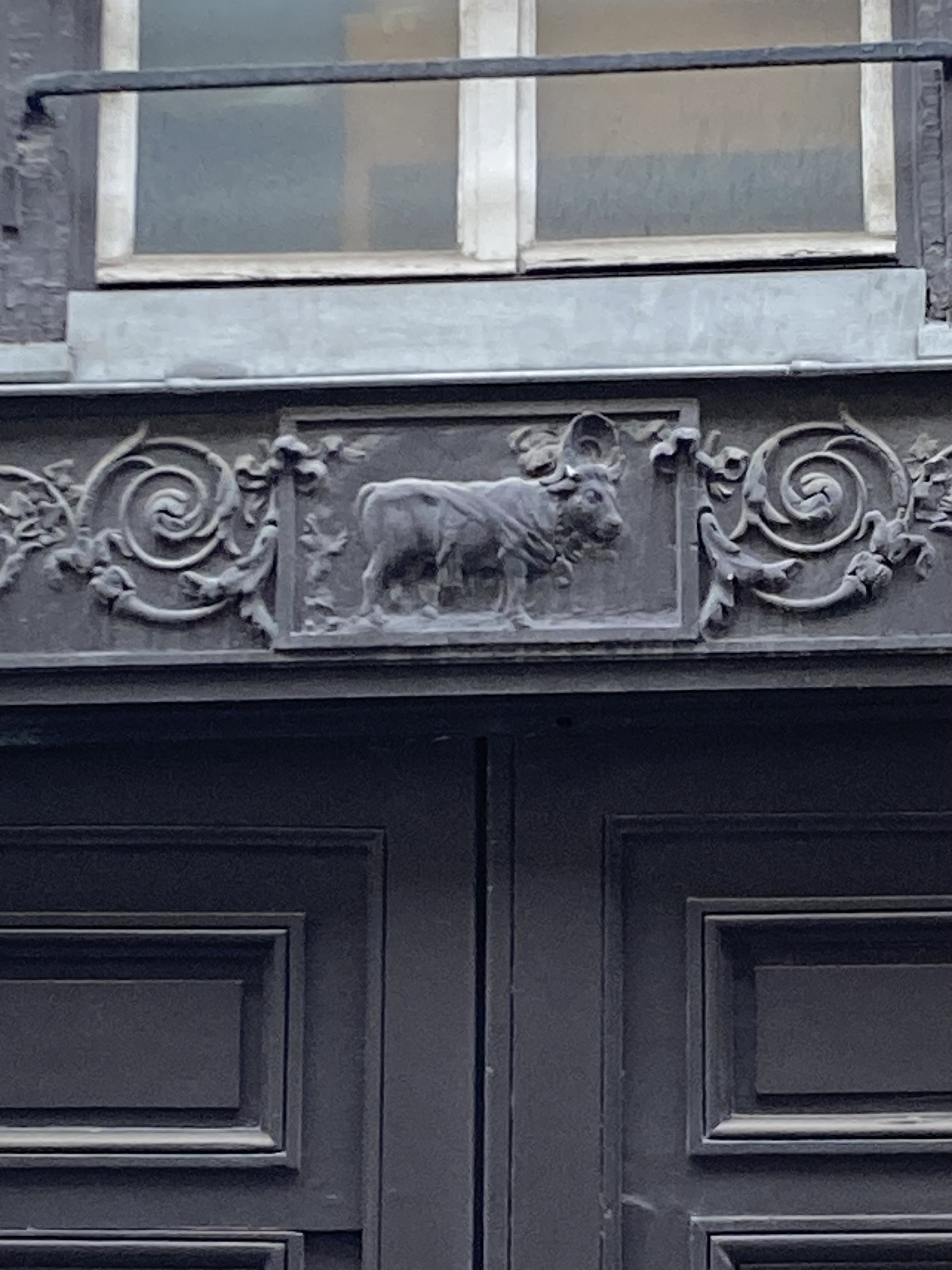
Enseigne de l’ancien restaurant Le Boeuf à la mode  sur le linteau de la porte du n°8, rue de Valois.

## Pour approfondir